# Lacus Timoris
Lacus Timoris (w tłum. z łac.: Jezioro Strachu) – małe morze księżycowe o średnicy 117 km leżące na współrzędnych selenograficznych 38,8° S, 27,3° W.
Nazwa Lacus Timoris została zatwierdzona przez Międzynarodową Unię Astronomiczną w roku 1976 podczas spotkania w Grenoble i w tłumaczeniu z łaciny oznacza Jezioro Strachu.